# Adrian (costumista)
Adrian o più raramente Gilbert Adrian, pseudonimo di Adrian Adolph Greenberg (Naugatuck, 3 marzo 1903 – Los Angeles, 13 settembre 1959), è stato un costumista statunitense; considerato il più celebre dei costumisti cinematografici, in diverse occasioni ha influenzato la moda contemporanea.

## La carriera
Nato Adrian Adolph Greenberg, si diplomò alla School for Applied and Fine Arts di New York, trasferendosi quindi a Hollywood dove creò abiti maschili per molti attori, fra cui Rodolfo Valentino. Disegnò inoltre costumi per alcuni film di Cecil B. DeMille, lavorando sotto Mitchell Leisen, l'art director per la compagnia che De Mille stava formando. Sebbene i loro nomi non comparissero nei titoli del film, sia Adrian sia Mitchell Leisen contribuirono con alcuni costumi a Il re dei re (1927), il film più grandiosamente epico di DeMille, che, ufficialmente, vedeva le firme di Gwen Wakeling e Earl Luick.
DeMille e i suoi collaboratori entrarono alla MGM nell'estate del 1928 e Adrian venne nominato "chief costume desiger" della MGM, dove rimase fino al 1942. Sin dal loro primo film, Dinamite (1929), Adrian fu assegnato anche ad altre produzioni MGM, incluse alcune con la Garbo, della quale avrebbe inventato l'"immagine", soprattutto in film come Il bacio (1929), Anna Christie (1930), Anna Karenina (1935), Grand Hotel (1932) e Margherita Gauthier (1936). Avrebbe poi contribuito a creare anche il look di Norma Shearer, Jean Harlow, Hedy Lamarr e Joan Crawford: per quest'ultima, disegnò gli abiti con le spalle imbottite, lanciando così una nuova moda che si affermò a livello mondiale.
Nel 1930, DeMille girò Madame Satan, che conteneva la lunga sequenza di un party che si svolgeva in uno Zeppelin. I costumi della festa furono tra i più stravaganti che Adrian avesse mai disegnato. Quando gli ospiti entrano nella sala del party, ognuno recita dei versi per spiegare il proprio costume. Una giovane donna coperta di pochi ventagli posizionati con grazia annuncia di essere "Miss Movie Fan" (gioco di parole in lingua inglese dato dal fatto che la parola "fan" significa sia "ammiratore" sia "ventaglio"), mentre un'altra appare dicendo: "Non temere, bambino, io sono il richiamo della foresta". Enrico VIII appare con le sei mogli, tutte vestite di cellophane. Kay Johnson, la protagonista femminile, entra indossando una cappa nera e viola, col dorso coperto dall'enorme testa di un serpente: "Chi di voi è abbastanza uomo da andare all'inferno con Madame Satan?", chiede. La festa di Madame Satan e la sfilata di moda in Ragazze che sognano con Joan Crawford (entrambi del 1930) mettevano in evidenza ciò che sarebbero stati i tratti caratteristici dei disegni di Adrian nei suoi film futuri.
Adrian cedette ai grandi magazzini Macy's il modello di un abito da sera indossato da Joan Crawford in Ritorno (1932): immesso sul mercato contemporaneamente all'uscita del film, vendette oltre mezzo milione di capi in una settimana. Abituato fin dagli inizi nel cinema muto a sfruttare il bianco e il nero, concentrò le sue scelte cromatiche sui contrasti di tono e lungo la gamma dei grigi, soprattutto nei sontuosi abiti da sera che erano richiesti dai film MGM. Nel 1931, Peggy Hamilton organizzò uno show dei costumi cinematografici di Adrian, tutti o bianchi o neri.

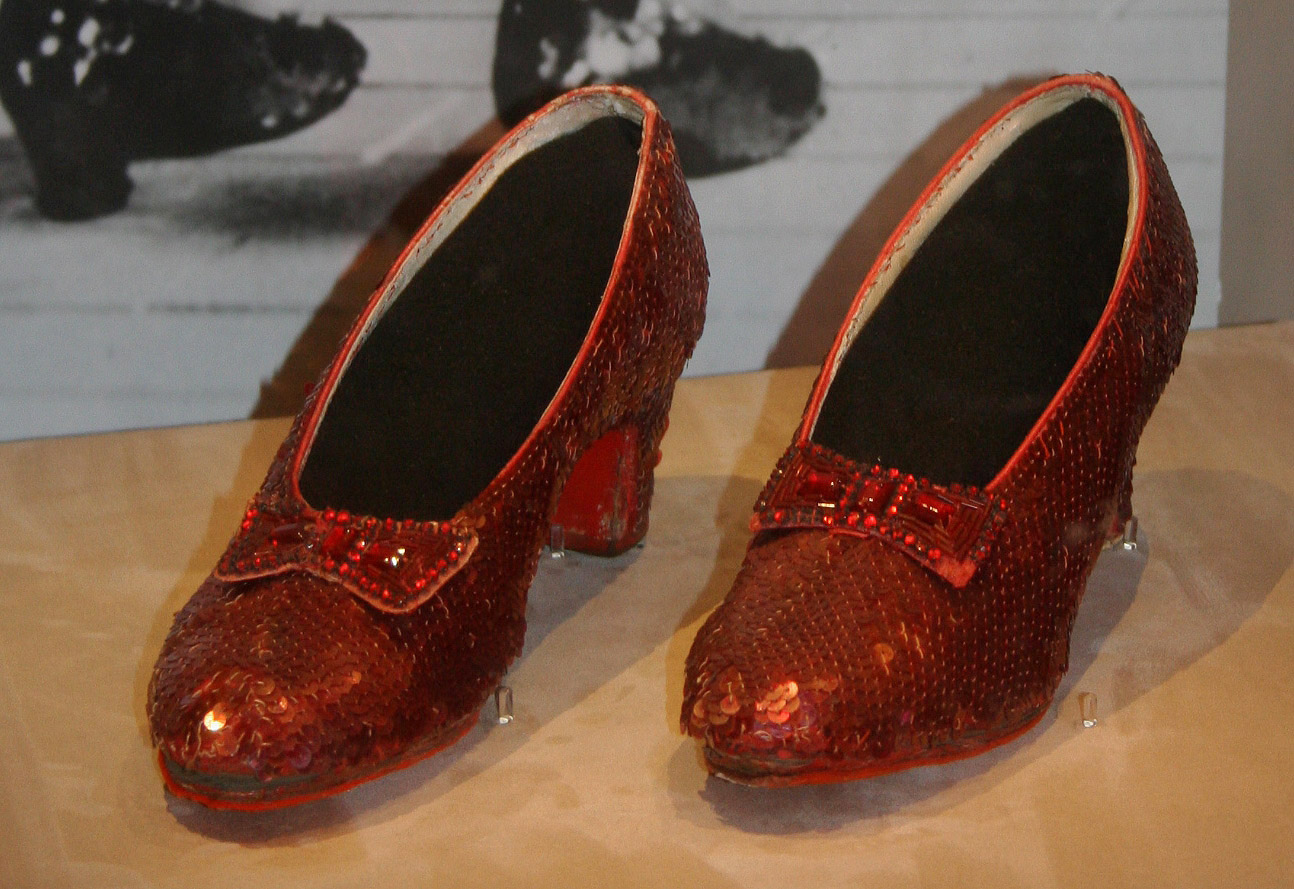
Le scarpette di Rubino de Il mago di Oz

Il famosto costumista era molto eclettico e in due produzioni kolossal come Maria Antonietta (1938) e Il mago di Oz (1939) disegnò anche gli abiti delle comparse, buttando giù gli schizzi ogni due/tre minuti. Per Il mago di Oz di Fleming creò ad esempio l'intera serie dei costumi per la scena della terra dei Mastichini e ideò diversi modelli delle scarpette rosse indossate dalla protagonista Dorothy, partendo da un prototipo in stile arabeggiante con la punta all'insù, poi scartato a favore delle più tradizionali décolleté rosse poi divenute celebri.
In Perdutamente (1946), Joan Crawford provvide da sé al guardaroba disegnatole da Sheila O'Brien, ma Adrian risultò comunque come costumista pur avendo disegnato un solo vestito, un abito di proprietà della Crawford.
Anche se Adrian era amico personale di molte dive, ebbe rapporti piuttosto tesi con alcune star, come Greta Garbo, che non amava molto il suo modo di vestirla. Judy Garland, dal canto suo, aveva un personale piuttosto difficile da far risaltare, e Adrian la ingabbiava in corsetti poco confortevoli che dovevano snellirla e allungarne la figura.

## Gli ultimi anni
Lasciata la MGM, aprì un proprio laboratorio che servì le maggiori case di produzione. Aveva sposato l'attrice Janet Gaynor, in un tacito accordo per nascondere la sua omosessualità. Il loro matrimonio durò felicemente fino alla morte di Adrian, colpito da infarto il 13 settembre 1959.
Venne sepolto nell'Hollywood Forever Cemetery, al Garden of Legends, accanto alla moglie.

## Filmografia

### 1925
- What Price Beauty?, regia di Tom Buckingham - costumi (1925)
- Her Sister from Paris, regia di Sidney Franklin - costumi (1925)
- L'aquila o Aquila nera (The Eagle), regia di Clarence Brown - costumi, non accreditato (1925)
- Cobra, regia di Joseph Henabery (con il nome Gilbert Adrian) - costumi (1925)

### 1926
- Il barcaiuolo del Volga (The Volga Boatman), regia di Cecil B. DeMille - costumi (1926)
- Le disgrazie di Adamo (Fig Leaves), regia di Howard Hawks - costumi (1926)
- Young April, regia di Donald Crisp - costumi (1926)
- For Alimony Only, regia di William C. de Mille - costumi (1926)
- Gigolo, regia di William K. Howard - costumi (1926)

### 1927
- The Little Adventuress, regia di William C. de Mille - costumi (1927)
- Il re dei re (The King of Kings), regia di Cecil B. DeMille (assistente guardaroba, non accreditato) (1927)
- Vanity, regia di Donald Crisp - costumi (1927)
- His Dog, regia di Karl Brown - costumi (1927)
- The Fighting Eagle, regia di Donald Crisp - costumi (1927)
- The Country Doctor, regia di Rupert Julian - costumi (1927)
- The Angel of Broadway, regia di Lois Weber - costumi (1927)
- Marito in trappola (The Wise Wife), regia di E. Mason Hopper - costumi (1927)
- Dress Parade, regia di Donald Crisp - costumi (1927)
- The Forbidden Woman, regia di Paul L. Stein - costumi (1927)
- The Main Event, regia di William K. Howard - costumi (1927)
- La sposa della tempesta (The Wreck of the Hesperus), regia di Elmer Clifton - costumi (1927)
- My Friend from India, regia di E. Mason Hopper - costumi (1927)
- Chicago, regia di Frank Urson - costumi (1927)
- Almost Human, regia di Frank Urson - costumi (1927)

### 1928
- A Ship Comes In, regia di William K. Howard - costumi (1928)
- Let'er Go Gallagher, regia di Elmer Clifton - costumi (1928)
- Il covo degli avvoltoi (Stand and Deliver), regia di Donald Crisp - costumi (1928)
- Danubio bleu o Vienna, donne e amore (The Blue Danube), regia di Paul Sloane - costumi (1928)
- Midnight Madness, regia di F. Harmon Weight - costumi (1928)
- Grattacieli (Skyscraper), regia di Howard Higgin - costumi (1928)
- Walking Back, regia di Rupert Julian e, non accreditato, Cecil B. DeMille - costumi (1928)
- Tenth Avenue, regia di William C. de Mille (1928)
- La maschera del diavolo (The Masks of the Devil), regia di Victor Sjöström - costumi (1928)
- Adriana Lecouvreur (Dream of Love), regia di Fred Niblo - costumi (1928)
- L'avventuriera (A Lady of Chance), regia di Robert Z. Leonard - costumi (1928)
- Il destino (A Woman of Affairs), regia di Clarence Brown - costumi (1928)

### 1929
- Marianne, regia di Robert Z. Leonard - costumi (1929)
- La compagnia d'assalto (Marianne) - versione sonora di Marianne - guardaroba (1929)
- A Single Man, regia di Harry Beaumont - costumi (1929)
- Orchidea selvaggia (Wild Orchids), regia di Sidney Franklin - costumi (1929)
- The Bridge of San Luis Rey, regia di Charles Brabin - costumi (1929)
- Donna pagana (The Godless Girl), regia di Cecil B. DeMille - costumi (1929)
- The Trial of Mary Dugan, regia di Bayard Veiller - costumi (1929)
- L'onestà della signora Cheyney (The Last of Mrs. Cheyney), regia di Sidney Franklin - costumi (1929)
- Donna che ama (The Single Standard), regia di John S. Robertson - costumi (1929)
- Ragazze americane (Our Modern Maidens), regia di Jack Conway - costumi (1929)
- Lo spettro verde (The Unholy Night), regia di Lionel Barrymore - costumi (1929)
- The Thirteenth Chair, regia di Tod Browning - costumi (1929)
- Il bacio (The Kiss), regia di Jacques Feyder - costumi (1929)
- L'indomabile (Untamed), regia di Jack Conway - costumi (1929)
- Dinamite (Dynamite), regia di Cecil B. DeMille - costumi (1929)
- Il tenente di Napoleone (Devil-May-Care), regia di Sidney Franklin - costumi (1929)
- Ritorna il sole (Their Own Desire), regia di E. Mason Hopper - costumi (1929)

### Galleria d'immagini - Anni trenta/1

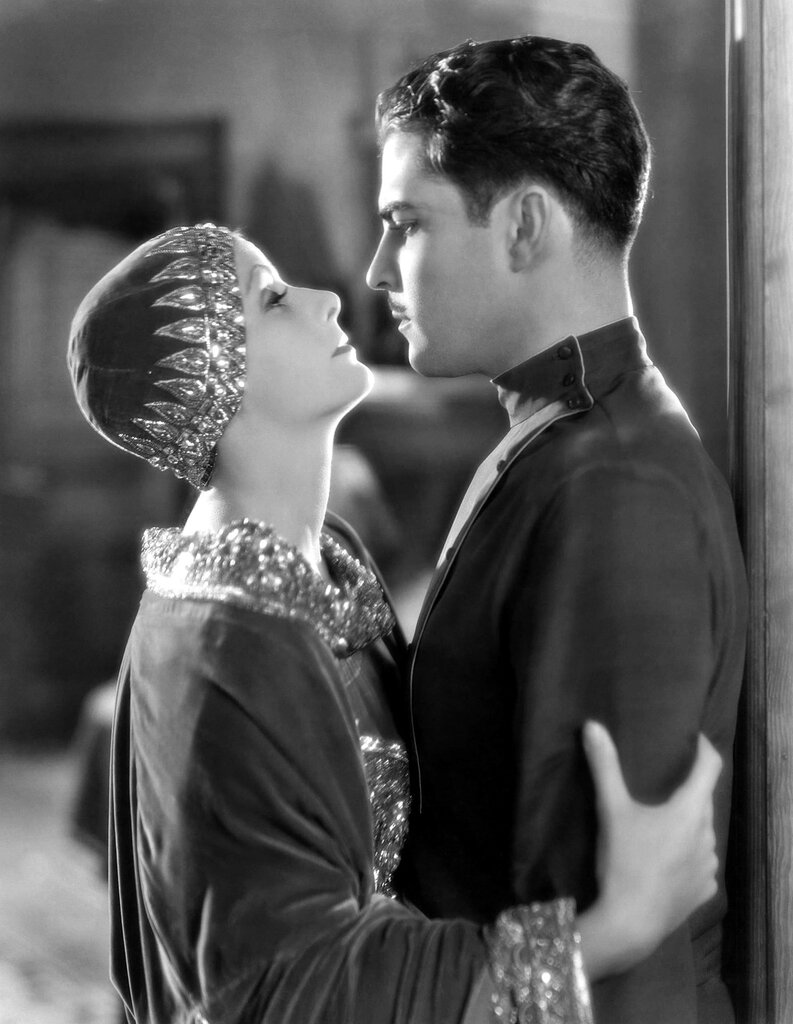
1931: Greta Garbo e Ramón Novarro in Mata Hari
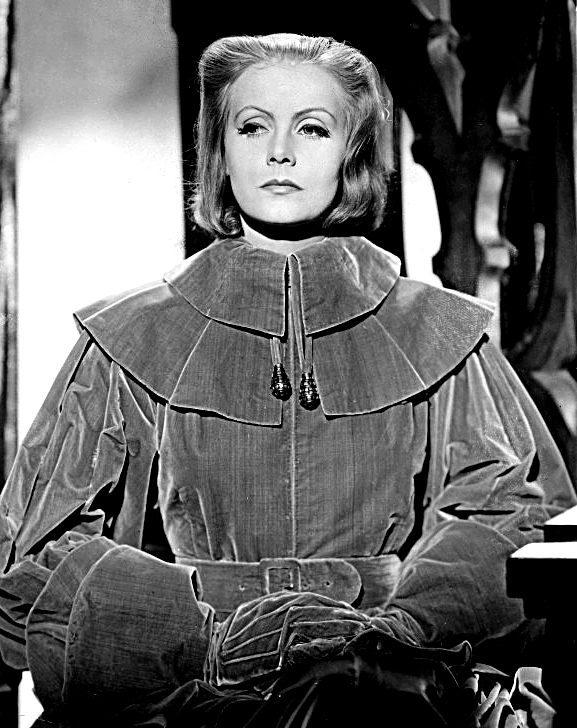
1933:Greta Garbo in La regina Cristina
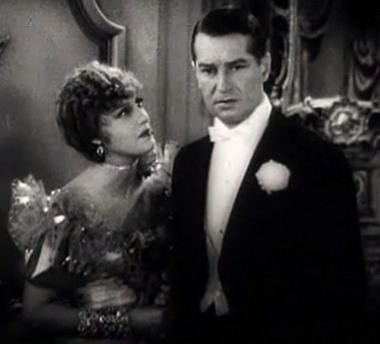
1934: Jeanette MacDonald e Maurice Chevalier in La vedova allegra
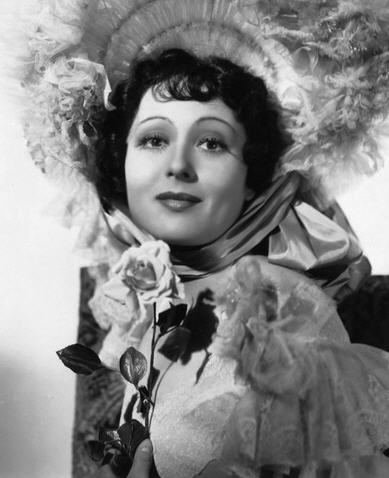
1936: Luise Rainer in Il paradiso delle fanciulle

### 1930
- Anna Christie, regia di Clarence Brown - costumi (1930)
- Gabbia di matti (Not Do Dumb), regia di King Vidor - costumi (1930)
- Notte di peccato (A Lady to Love), regia di Victor Sjöström - costumi (1930)
- Un marito fuori posto (Montana Moon), regia di Malcolm St. Clair - costumi (1930)
- Redenzione (Redemption), regia di Fred Niblo e, non accreditato, Lionel Barrymore - costumi (1930)
- This Mad World, regia di William C. deMille - costumi (1930)
- La divorziata (The Divorcee), regia di Robert Z. Leonard (non accreditato) - costumi (1930)
- Amor gitano o Il canto del bandito (The Rogue Song), regia di Lionel Barrymore e Hal Roach - costumi (1930)
- Addio Madrid (In Gay Madrid), regia di Robert Z. Leonard (non accreditato) - costumi (1930)
- The Lady of Scandal, regia di Sidney Franklin - costumi (1930)
- Ragazze e giovanotti del 1890 (The Florodora Girl), regia di Harry Beaumont - costumi (1930)
- La moglie bella (Let Us Be Gay), regia di Robert Z. Leonard (non accreditato) - costumi (1930)
- Ragazze che sognano (Our Blushing Brides), regia di Harry Beaumont
- Romance, regia di Clarence Brown (non accreditato) - costumi (1930)
- Die Sehnsucht jeder Frau, regia di Victor Sjöström - costumi (1930)
- Madame Satan (Madam Satan), regia di Cecil B. DeMille - costumi (1930)
- A Lady's Morals, regia di Sidney Franklin - costumi (1930)
- Passion Flower, regia di William C. de Mille - costumi (1930)
- Passione cosacca (New Moon), regia di Jack Conway - costumi (1930)
- Debito d'odio (Paid), regia di Sam Wood - costumi (1930)

### 1931
- Anna Christie, regia di Jacques Feyder - costumi (1931)
- The Batchelor Father, regia di Robert Z. Leonard (non accreditato) - (costumi) (1931)
- La modella (Inspiration), regia di Clarence Brown - costumi (1931)
- La via del male (Dance, Fools, Dance), regia di Harry Beaumont - costumi (1931)
- Volubilità (Strangers May Kiss), regia di George Fitzmaurice - costumi (1931)
- Laughing Sinners, regia di Harry Beaumont - costumi (1931)
- Io amo (A Free Soul), regia di Clarence Brown - costumi (1931)
- Five and Ten, regia di Robert Z. Leonard (non accreditato) - costumi (1931)
- Papà Gambalunga (Daddy Long Legs), regia di Alfred Santell - guardaroba (1931)
- The Man in Possession, regia di (non accreditato) Sam Wood - costumi (1931)
- This Modern Age, regia di Nick Grinde - costumi (1931)
- Naturich la moglie indiana (The Squaw Man), regia di Cecil B. DeMille - costumi (1931)
- Cortigiana (Susan Lennox, Her Fall and Rise), regia di Robert Z. Leonard (non accreditato) - costumi (1931)
- Il fallo di Madelon Claudet (The Sin of Madelon Claudet), regia di Edgar Selwyn - costumi (1931)
- The Guardsman, regia di Sidney Franklin - costumi (1931)
- Flyng High, regia di Charles Reisner - costumi (1931)
- L'amante (Possessed), regia di Clarence Brown (non accreditato) - (costumi) (1931)
- La rumba dell'amore (The Cuban Love Song), regia di W. S. Van Dyke - costumi (1931)
- Private Lives, regia di Sidney Franklin - costumi (1931)
- Mata Hari, regia di George Fitzmaurice (non accreditato) - costumi (1931)

### 1932
- Ingratitudine (Emma), regia di Clarence Brown - costumi (1932)
- Lovers Courageous, regia di Frederick Lonsdale - costumi (1932)
- Polly of the Circus, regia di Alfred Santell - costumi (1932)
- Arsenio Lupin (Arsène Lupin), regia di Jack Conway - costumi (1932)
- The Wet Parade, regia di Victor Fleming - costumi (1932)
- But the Flesh Is Weak, regia di Jack Conway - costumi (1932)
- Grand Hotel, regia di Edmund Goulding - costumi (1932)
- Ritorno (Letty Lynton), regia di Clarence Brown - costumi (1932)
- Huddle, regia di Sam Wood (non accreditato) - costumi (1932)
- Come tu mi vuoi (As You Desire Me), regia di George Fitzmaurice (non accreditato) - costumi (1932)
- Red-Headed Woman, regia di Jack Conway - costumi (1932)
- Unashamed, regia di Harry Beaumont - costumi (1932)
- The Washington Masquerade, regia di Charles Brabin - costumi (1932)
- Blondie of the Follies, regia di Edmund Goulding - costumi (1932)
- Catene (Smilin' Through), regia di Sidney Franklin - costumi (1932)
- Faithless, regia di Harry Beaumont - costumi (1932)
- Lo schiaffo (Red Dust), regia di Victor Fleming (non accreditato) - costumi (1932)
- La maschera di Fu Manchu (The Mask of Fu Manchu), regia di Charles Brabin e, non accreditato, Charles Vidor - costumi (1932)
- Payment Deferred, regia di Lothar Mendes - costumi, non accreditato (1932)
- Il levriero del mare (Fast Life), regia di Harry A. Pollard (non accreditato) - costumi, non accreditato (1932)
- Rasputin e l'imperatrice (Rasputin and the Empress), regia di Richard Boleslawski e, non accreditato, Charles Brabin - costumi (1932)
- Vendetta gialla (The Son-Daughter), regia di Clarence Brown e, non accreditato, Robert Z. Leonard - costumi (1932)
- Strano interludio (Strange Interlude), regia di Robert Z. Leonard (non accreditato) - costumi (1932)

### 1933
- Il figlio dell'amore (The Secret of Madame Blanche), regia di Charles Brabin - costumi (1933)
- Men Must Fight, regia di Edgar Selwyn- costumi (1933)
- Rivalità eroica (Today We Live), regia di Howard Hawks e Richard Rosson - costumi (1933)
- Segreti (Secrets), regia di Frank Borzage - costumi con Anderson (1933)
- La suora bianca (The White Sister), regia di Victor Fleming (non accreditato) - costumi (1933)
- Gabriel Over the White House, regia di Gregory La Cava - costumi (1933)
- Looking Forward, regia di Clarence Brown - costumi (1933)
- Notturno viennese (Reunion in Vienna), regia di Sidney Franklin - costumi (1933)
- Una notte al Cairo (The Barbarian), regia di Sam Wood - costumi (1933)
- Made on Broadway, regia di Harry Beaumont - costumi (1933)
- Peg del mio cuore (Peg o' My Heart), regia di Robert Z. Leonard - costumi (1933)
- When Ladies Meet, regia di Harry Beaumont e, non accreditato, Robert Z. Leonard - costumi (1933)
- L'uomo che voglio (Hold Your Man), regia di (non accreditato) Sam Wood - costumi (1933)
- Midnight Mary, regia di William A. Wellman - costumi (1933)
- Temporale all'alba (Storm at Daybreak), regia di Richard Boleslawski - costumi (1933)
- Another Language, regia di Edward H. Griffith - costumi (1933)
- Il ritorno della straniera (The Stranger's Return), regia di King Vidor - costumi (1933)
- Pranzo alle otto (Dinner at Eight), regia di George Cukor - costumi (1933)
- Turn Back the Clock, regia di Edgar Selwyn - costumi (1933)
- Beauty for Sale, regia di Richard Boleslawski - costumi (1933)
- Il caso dell'avvocato Durant (Penthouse), regia di W. S. Van Dyke - costumi (1933)
- Figlia d'arte (Stage Mother), regia di Charles Brabin - costumi (1933)
- The Solitaire Man, regia di Jack Conway - costumi (1933)
- Argento vivo (Bombshell), regia di (non accreditato) Victor Fleming - costumi (1933)
- La danza di Venere (Dancing Lady), regia di Robert Z. Leonard - costumi (1933)
- Should Ladies Behave, regia di Harry Beaumont - costumi (1933)
- The Women in His Life, regia di George B. Seitz - costumi (1933)
- Verso Hollywood (Going Hollywood), regia di Raoul Walsh - costumi (1933)
- La regina Cristina (Queen Christina), regia di Rouben Mamoulian - costumi (1933)

### 1934
- Nanà (Nana), regia di Dorothy Arzner e George Fitzmaurice - costumi (1934)
- Il gatto e il violino (The Cat and the Fiddle), regia di William K. Howard e, non accreditato, Sam Wood - costumi (1934)
- Il mistero del signor X (The Mistery of Mr. X), regia di Edgar Selwyn e, non accreditato, Richard Boleslawski - costumi (1934)
- Uomini in bianco (Men in White), regia di Richard Boleslawski - costumi (1934)
- Quando una donna ama (Riptide), regia di Edmund Goulding - costumi (1934)
- Sadie McKee, regia di Clarence Brown - costumi (1934)
- La grande festa (Hollywood Party), regia di aa.vv. - costumi (1934)
- L'agente n. 13 (Operator 13), regia di Richard Boleslawski - costumi (1934)
- Paris Interlude, regia di Edwin L. Marin - costumi (non accreditato) (1934)
- Pura al cento per cento (The Girl from Missouri), regia di Jack Conway e, non accreditato, Sam Wood - costumi (1934)
- Incatenata (Chained), regia di Clarence Brown - costumi (1934)
- La famiglia Barrett (The Barretts of Wimpole Street), regia di Sidney Franklin - costumi (1934)
- Outcast Lady, regia di Robert Z. Leonard - costumi (1934)
- What Every Woman Knows, regia di Gregory La Cava - costumi (1934)
- Il velo dipinto (The Painted Veil), regia di Richard Boleslawski - costumi (1934)
- La vedova allegra (The Merry Widow) - costumi per Jeanette MacDonald (1934)
- La donna è mobile (Forsaking All Others), regia di W. S. Van Dyke - costumi (1934)

### 1935
- Biography of a Bachelor Girl, regia di Edward H. Griffith - costumi (1935)
- La Veuve joyeuse, regia di Ernst Lubitsch - costumi (1935)
- Lo scandalo del giorno (After Office Ours), regia di Robert Z. Leonard - costumi (1935)
- Terra senza donne (Naughty Marietta), regia di Robert Z. Leonard e W.S. Van Dyke (non accreditati - costumi (1935)
- Mark of the Vampire, regia di Tod Browning - costumi (1935)
- Tentazione bionda (Reckless), regia di Victor Fleming - costumi (1935)
- No More Ladies, regia di Edward H. Griffith e, non accreditato, George Cukor - costumi (1935)
- Follie di Broadway 1936 (Broadway Melody of 1936), regia di Roy Del Ruth e W.S. Van Dyke (non accreditato) - costumi (1935)
- Sui mari della Cina (China Seas), regia di Tay Garnett (1935)
- Anna Karenina, regia di Clarence Brown - costumi (1935)
- Io vivo la mia vita (I Live My Life), regia di W. S. Van Dyke - costumi (1935)

### 1936
- Rose Marie, regia di W.S. Van Dyke II - costumi (1936)
- Gelosia (Wife vs. Secretary), regia di Clarence Brown - costumi (1936)
- Il paradiso delle fanciulle (The Great Ziegfeld), regia di Robert Z. Leonard - costumi / costumi per la fashion parade (1936)
- San Francisco, regia di W.S. Van Dyke II - costumi (1936)
- Giulietta e Romeo (Romeo and Juliet), regia di George Cukor (costumi realizzati con Oliver Messel) (1936)
- Troppo amata (The Gorgeous Hussy), regia di Clarence Brown - costumi (1936)
- Amore in corsa (Love on the Run), regia di W.S. Van Dyke - costumi (1936)
- Nata per danzare (Born to Dance), regia di Roy Del Ruth - costumi (1936)
- Margherita Gauthier (Camille), regia di George Cukor - costumi (1936)

### Galleria d'immagini - Anni trenta/2

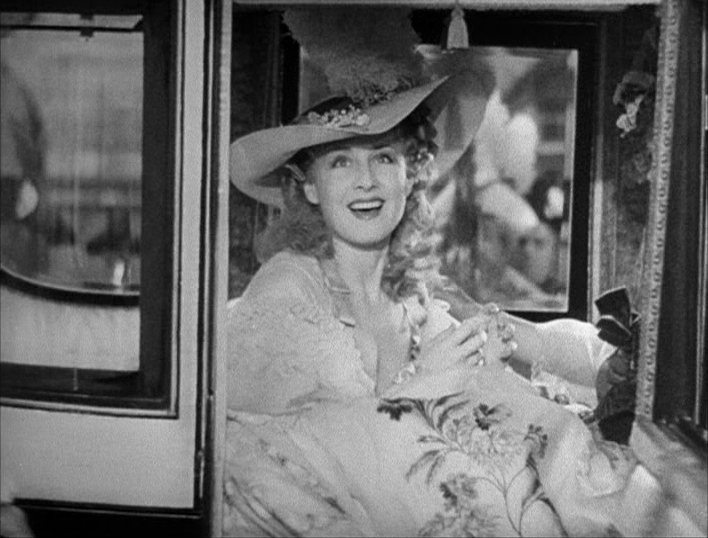
1938: Norma Shearer in Maria Antonietta
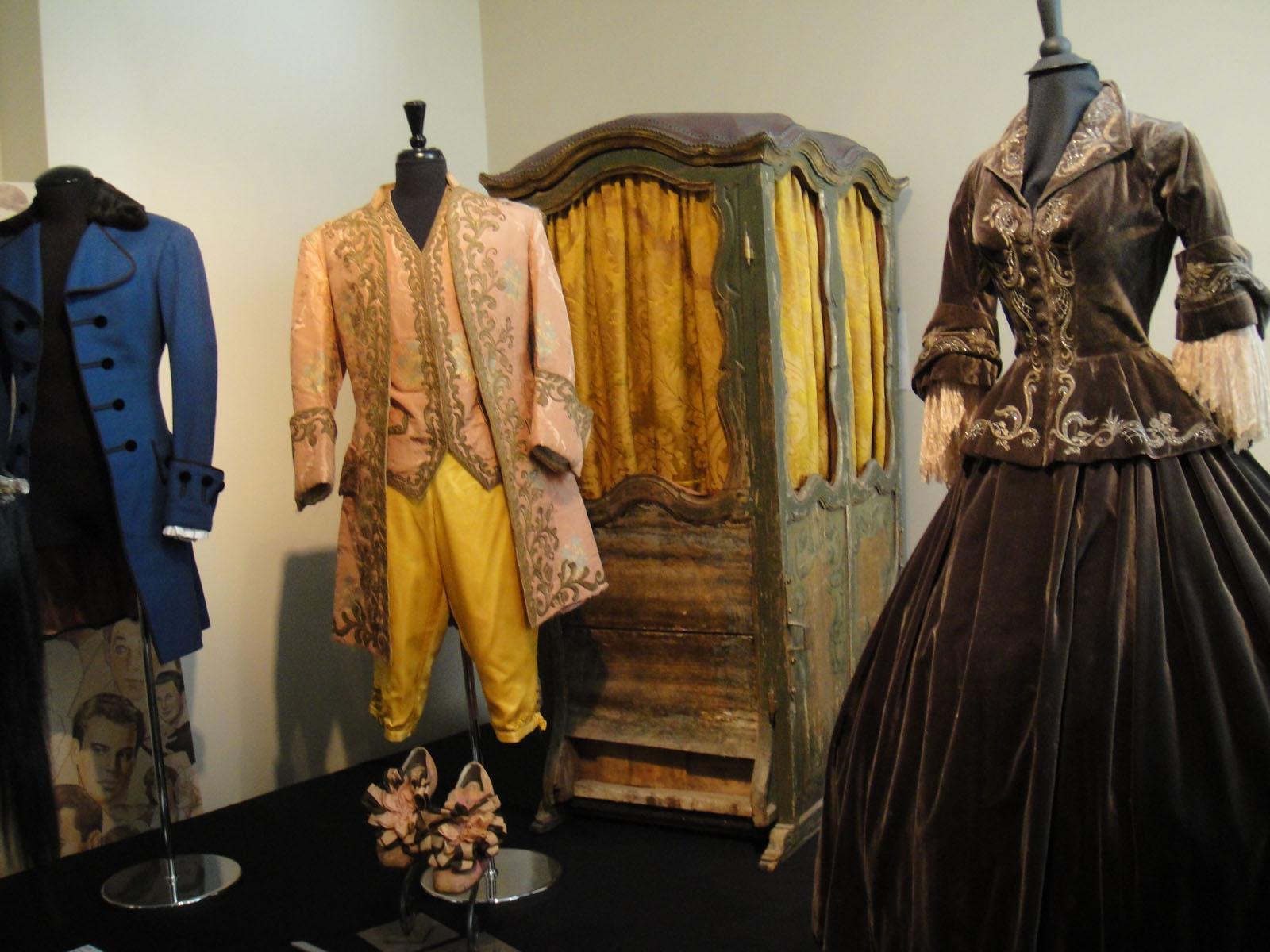
Costumi per Maria Antonietta
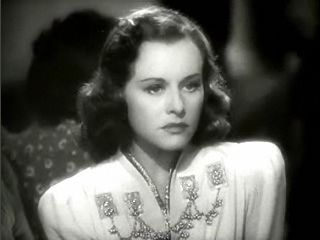
1938: Paulette Goddard in Passione ardente
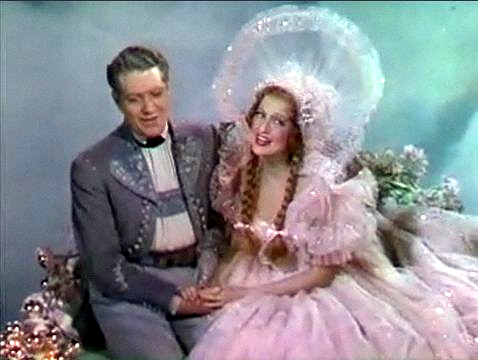
1938: Nelson Eddy e Jeanette MacDonald in Sweethearts
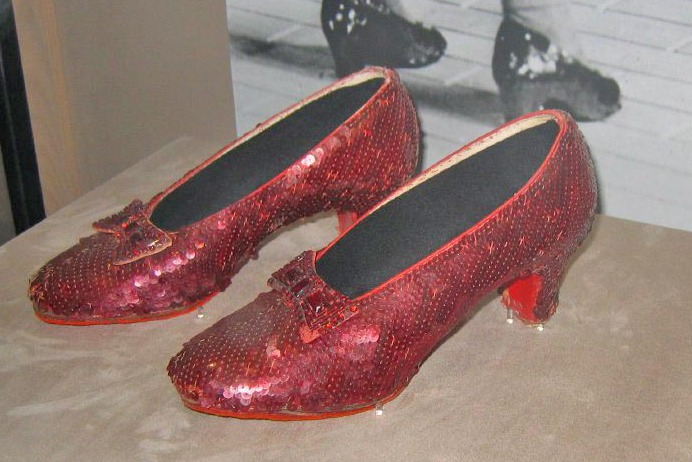
1939: Le scarpette rosse di Dorothy, nel Mago di Oz conservate allo Smithsonian
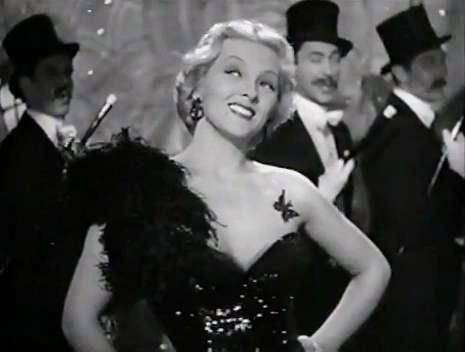
1939: Ilona Massey in Balalaika

### 1937
- La fine della signora Cheyney (The Last of Mrs. Cheyney), regia di Richard Boleslawski e, non accreditati, Dorothy Arzner e George Fitzmaurice - costumi (1937)
- Primavera (Maytime), regia di Robert Z. Leonard - costumi (1937)
- Parnell, regia di John M. Stahl - costumi (1937)
- I candelabri dello zar (The Emperor's Candlesticks), regia di George Fitzmaurice - costumi (1937)
- Fra due donne (Between Two Women), regia di George B. Seitz - costumi (1937)
- Follie di Broadway (The Broadway Melody of 1938), regia Roy Del Ruth - costumi (1937)
- La lucciola (The Firefly), regia di Robert Z. Leonard - costumi (1937)
- La sposa vestiva di rosa (The Bride Wore Red), regia di Dorothy Arzner - costumi (1937)
- Sposiamoci in quattro (Double Wedding), regia di Richard Thorpe - costumi (1937)
- Maria Walewska (Conquest), regia di Clarence Brown - costumi (1937)
- L'ultimo gangster (The Last Gangster), regia di Edward Ludwig - costumi (1937)
- La donna che voglio (Mannequin), regia di Frank Borzage - costumi (1937)

### 1938
- Love Is a Headache, regia di Richard Thorpe - costumi (1938)
- La città dell'oro (The Girl of the Golden West), regia di Robert Z. Leonard - costumi (1938)
- Frou Frou (The Toy Wife), regia di Richard Thorpe - costumi (1938)
- Maria Antonietta (Marie Antoinette), regia di W.S. Van Dyke e, non accreditato, Julien Duvivier - costumi (1938)
- The Shopworn Angel, regia di H.C. Potter - costumi (1938)
- Three Loves Has Nancy, regia di Richard Thorpe - costumi (1938)
- Vacation from Love, regia di George Fitzmaurice - costumi (1938)
- Il grande valzer (The Great Waltz), regia di Julien Duvivier e, non accreditati, Victor Fleming e Josef von Sternberg - costumi (1938)
- Ossessione del passato (The Shining Hour), regia di Frank Borzage - costumi (1938)
- Passione ardente (Dramatic School), regia di Robert B. Sinclair - costumi (1938)
- Bisticci d'amore (Sweethearts), regia di W. S. Van Dyke e, non accreditato, Robert Z. Leonard - costumi (1938)

### 1939
- Spregiudicati (Idiot's Delight), regia di Clarence Brown - costumi (1939)
- Il sosia innamorato (Honolulu), regia di Edward Buzzell - costumi (1938)
- Follie sul ghiaccio (Ice Follies of 1939), regia di Reinhold Schünzel - costumi per Miss Crawford (1939)
- Broadway Serenade, regia di Robert Z. Leonard - costumi donne (1939)
- Questo mondo è meraviglioso (It's a Wonderful World), regia di W.S. Van Dyke - costumi (1939)
- La signora dei tropici (Lady of the Tropics), regia di Jack Conway e, non accreditato, Leslie Fenton - costumi donne (1939)
- Il mago di Oz (The Wizard of Oz), regia di Victor Fleming - costumi (1939)
- Donne (The Women), regia di George Cukor - costumi / fashion show (1939)
- Ninotchka, regia di Ernst Lubitsch - costumi (1939)
- Balalaika, regia di Reinhold Schünzel - costumi donne (1939)

### Galleria d'immagini - Anni quaranta

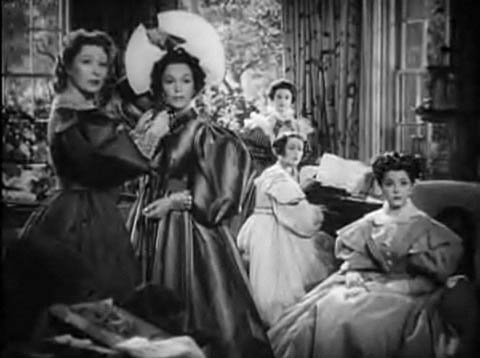
1940: Le sorelle Bennett in Orgoglio e pregiudizio
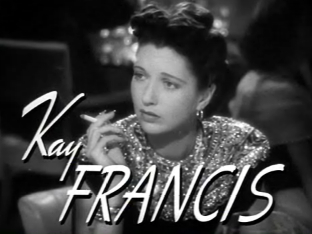
1941: Kay Francis in Chi dice donna...
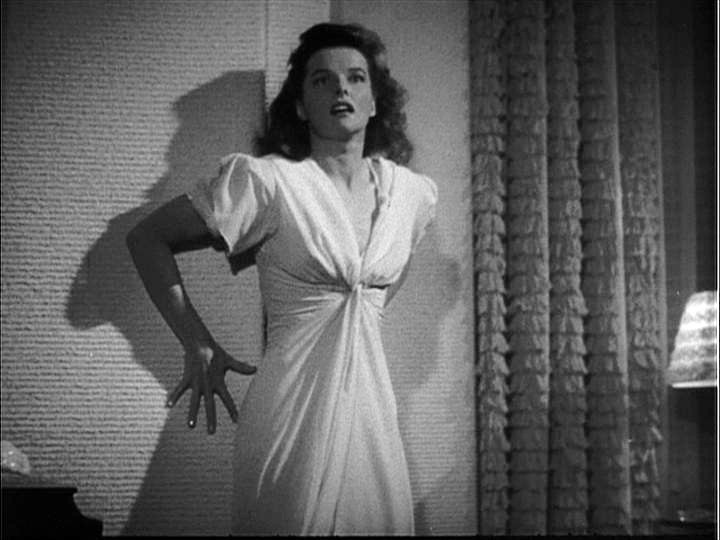
1942: Katharine Hepburn in La donna del giorno
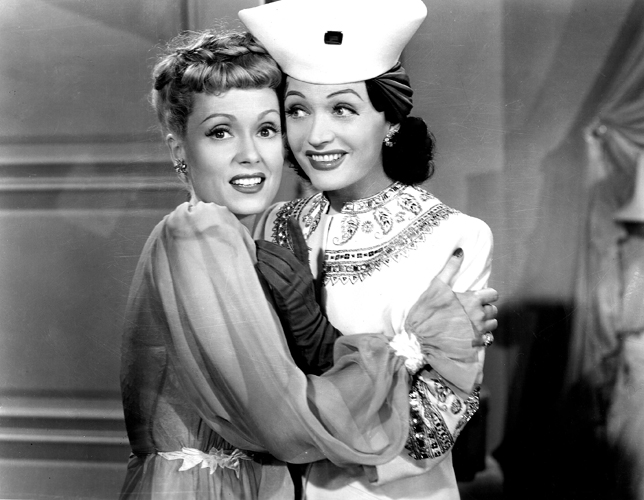
1943: Martha Scott e Pola Negri in Hi Diddle Diddle

### 1940
- Questa donna è mia (I Take This Woman), regia di W. S. Van Dyke e, non accreditati, Frank Borzage e Josef von Sternberg - costumi (1940)
- Balla con me (Broadway Melody of 1940), regia di Norman Taurog - costumi donne (1940)
- Il ponte di Waterloo (Waterloo Bridge), regia di Mervyn LeRoy - costumi (1940)
- Lo stalliere e la granduchessa (Florian), regia di Edwin L. Marin - costumi (1940)
- Peccatrici folli (Susan and God), regia di George Cukor - costumi (1940)
- Bufera mortale (The Mortal Storm), regia di Frank Borzage - costumi (1940)
- Luna nuova (New Moon), regia di Robert Z. Leonard e, non accreditato, W. S. Van Dyke - costumi donne (1940)
- Orgoglio e pregiudizio (Pride and Prejudice), regia di Robert Z. Leonard - costumi donne (1940)
- La febbre del petrolio (Boom Town), regia di Jack Conway - costumi donne (1940)
- Dulcy, regia di S. Sylvan Simon - costumi (1940)
- Incontro senza domani (Escape), regia di Mervyn LeRoy - costumi donne (1940)
- Tzigana (Bitter Sweet), regia di W.S. Van Dyke - costumi donne (1940)
- Corrispondente X (Comrade X), regia di King Vidor - costumi donne (1940)
- Scandalo a Filadelfia (The Philadelphia Story), regia di George Cukor - costumi (1940)
- Vieni a vivere con me (Come Live with Me), regia di Clarence Brown - costumi (1940)
- Gallant Sons, regia di George B. Seitz - costumi per Miss Patrick (1940)

### 1941
- Follia (Rage in Heaven), regia di W. S. Van Dyke e, non accreditati, Robert B. Sinclair e Richard Thorpe - costumi (1941)
- Le fanciulle delle follie (Ziegfeld Girl), regia di Robert Z. Leonard e Busby Berkeley - costumi (1941)
- Volto di donna (A Woman's Face), regia di George Cukor - costumi donne (1941)
- Fiori nella polvere (Blossoms in the Dust), regia di Mervyn LeRoy - costumi donne (1941)
- They Met in Bombay (1941) (costumi realizzati con Gile Steele)
- Il dottor Jekyll e Mr. Hyde (1941) (costumi realizzati con Gile Steele)
- When Ladies Meet (1941)
- Lady Be Good, regia di Norman Z. McLeod (1941)
- Soldato di cioccolata (The Chocolate Soldier), regia di Roy Del Ruth - costumi donne (1941)
- Chi dice donna... (The Feminine Touch) di W. S. Van Dyke (costumi) (1941)
- Catene del passato (Smilin' Through) (1941) (costumi realizzati con Gile Steele)
- Non tradirmi con me (Two-Faced Woman), regia di George Cukor (1941)

### 1942
- La donna del giorno (Woman of the Year), regia di George Stevens - costumi (1942)
- Maschere di lusso (We Were Dancing) - non accreditato (1942)
- Prigioniera di un segreto (Keeper of the Flame), regia di George Cukor - costumi per Katharine Hepburn (1942)

### 1943
- L'ombra del dubbio (Shadow of a Doubt), regia di Alfred Hitchcock - costumi per Teresa Wright (1943)
- Ciao bellezza! (The Powers Girl), regia di Norman Z. McLeod - (costumi realizzati con René Hubert) (1943)
- Domani sarò tua (The Crystal Ball), regia di Elliott Nugent - costumi (1943)
- Aquile sul Pacifico (Flight for Freedom), regia di Lothar Mendes - costumi (1943)
- Ho salvato l'America (They Got Me Covered), regia di David Butler - costumi (1943)
- Hi Diddle Diddle, regia di Andrew L. Stone (1943)
- Tua per sempre (Hers to Hold), regia di Frank Ryan - costumi per Deanna Durbin (1943)
- Le conseguenze di un bacio (His Butler's Sister), regia di Frank Borzage - costumi per Deanna Durbin (1943)

### 1944
- La signora Parkington (Mrs. Parkington), regia di Tay Garnett - costumi (1944)

### 1946
- Crepe Is the Star (1946)
- California Express (Without Reservations), regia di Mervyn LeRoy - costumi per Claudette Colbert (1946)
- Perdutamente (Humoresque), regia di Jean Negulesco - guardaroba per Joan Crawford (1946)

### 1947
- La moglie del vescovo (The Bishop Wife) regia di Henry Koster - (costumi realizzati con Irene Sharaff) (1947)
- Anime in delirio (Possessed), regia di Curtis Bernhardt - costumi per Joan Crawford (1947)

### 1948
- Nodo alla gola (Rope), regia di Alfred Hitchcock - vestiti per Joan Chandler (1948)
- Smart Woman, regia di Edward A. Blatt - costumi (1948)

### 1952
- Modelle di lusso (Lovely to Look At) regia di Mervyn LeRoy - (costumi realizzati con Tony Duquette) (Adrian disegna i costumi per i protagonisti e per la sfilata di moda) (1952)

### TV
- The Wizard of Oz  episodio tv (1956)
- Toast of the Town 1º episodio (1961)

### Film o documentari dove appare Adrian
- Hollywood: Style Center of the World, regia di Oliver Garver - sé stesso (1940)